# Gerald Steinacher
Gerald Josef Steinacher (* 2. September 1970 in St. Johann in Tirol) ist ein österreichischer Zeithistoriker.

## Leben
Gerald Steinacher studierte Geschichte und Politikwissenschaft in Innsbruck, Rom und Trient. Von 1995 bis 1996 war er Graduate Assistant am History Department der University of New Orleans. 1999 wurde er für seine Dissertation mit dem Ludwig-Jedlicka-Gedächtnispreis (Wien) ausgezeichnet. Von 2000 bis 2011 arbeitete er als Archivar und Zeithistoriker am Südtiroler Landesarchiv in Bozen. Er wirkte daneben wiederholt als Sachverständiger der italienischen Militärjustiz bei der Aufarbeitung von Kriegsverbrechen im Zweiten Weltkrieg.
2006 war Steinacher Fellow am Center for Advanced Holocaust Studies des United States Holocaust Memorial Museum in Washington, D.C. 2008 habilitierte er sich am Institut für Zeitgeschichte der Universität Innsbruck. Er ist Lehrbeauftragter an der Universität Innsbruck und unterrichtete auch an den Universitäten München und Luzern. 2009 war er Visiting Scholar am Center for European Studies der Harvard University und arbeitete 2010–2011 als Forschungsprofessor (Joseph A. Schumpeter Research Fellow) in Harvard. Im Kollegjahr 2017/18 war Steinacher als Honorary Fellow am Historischen Kolleg in München. Seit Sommer 2011 ist er Professor of History an der University of Nebraska-Lincoln. Steinacher ist außerdem Redaktionsmitglied der in Bozen erscheinenden zweisprachigen historischen Fachzeitschrift Geschichte und Region/Storia e regione.
Seine Veröffentlichungen thematisieren Aspekte der italienischen, deutschen, österreichischen und Südtiroler Zeitgeschichte sowie internationaler Geheimdienste.

## Publikationen
- Südtirol und die Geheimdienste 1943–1945. StudienVerlag, Innsbruck/Wien/Bozen 2000, ISBN 3-7065-1346-3 (= Innsbrucker Forschungen zur Zeitgeschichte 15).
- Nazis auf der Flucht. Wie Kriegsverbrecher über Italien nach Übersee entkamen.
  - StudienVerlag, Innsbruck/Wien/Bozen 2008, ISBN 978-3-7065-4026-1.
  - Fischer Taschenbuch-Verlag, Frankfurt 2010, ISBN 978-3-596-18497-2.
  - Nazis on the Run. How Hitler’s Henchmen Fled Justice, Oxford University Press, Oxford/ New York 2011, ISBN 978-0-19-957686-9.
- mit Aram Mattioli (Hrsg.): Für den Faschismus bauen. Architektur und Städtebau im Italien Mussolinis. Orell Fuessli Verlag, Zürich 2009, ISBN 978-3-280-06115-2.
- mit Hans-Günter Richardi (Hrsg.): Für Freiheit und Recht in Europa. Der 20. Juli 1944 und der Widerstand gegen das NS-Regime in Deutschland, Österreich und Südtirol. StudienVerlag, Innsbruck/Wien/Bozen 2009, ISBN 978-3-7065-4634-8.
- mit Aram Mattioli (Hrsg.): Faschismus und Architektur – Fascismo ed architettura (= Geschichte und Region/Storia e regione 2), 2008.
- (Hrsg.) Zwischen Duce, Führer und Negus. Südtirol und der Abessinienkrieg 1935–1941. Athesia, Bozen 2006, ISBN 88-8266-399-X.
- (Hrsg.) Im Schatten der Geheimdienste. Südtirol 1918 bis zur Gegenwart. StudienVerlag, Innsbruck/Wien/Bozen 2003, ISBN 3-7065-1644-6.
- (Hrsg.) Zwischen allen Fronten. Ludwig K. Ratschiller, Autobiografie eines Südtiroler Partisanen. Raetia, Bozen 2003, ISBN 88-7283-192-X.